# Дзядик Олександр Олексійович
Олександр Олексійович Дзядик (1894, с. Івачів Горішній — 27 грудня 1937, Миколаїв) — український військовик, радянський службовець, редактор, репресований (1937), реабілітований (1957).

## Життєпис
Навчався в Тернопільській українській гімназії.
Від 1918 року воював у лавах УГА, з якою в липні 1919 перейшов річку Збруч.
Проживав у м. Бобринець (нині Кіровоградської області). Від 1930 року — секретар райвиконкому, 1933 — редактор газети політвідділу Братської МТС.
Арештований більшовиками 12 вересня 1937, на час арешту — директор міського ринку. Розстріляний 27 грудня 1937; реабілітований у 1957 році.